# Друкер, Равив
Равив Друкер (ивр. רביב דרוקר‎; родился 11 сентября 1970) — израильский журналист, политический обозреватель и журналист-расследователь.

## Журналистская карьера

### Ранние годы
Друкер начинал свою журналистскую карьеру в качестве корреспондента, а позже стал репортером по недвижимости и инфраструктуры в газете Маарив. В 1997 году он был назначен главным политическим репортером газеты. В 1998 году он стал политическим и дипломатическим корреспондентом «Галей ЦАХАЛ»), где он также иногда принимал участие в ежедневной программе «Ма Боэр».
В 2002/3 учебном году Друкер получил стипендию Неймана в Гарвардском университете.

### Канал 10
После возвращения в Израиль, Друкер стал политическим обозревателем канала 10. Позднее он был соведущим канала в пятницу вечером в программе новостей вместе с Офером Шелахом. В 2009 году он стал основателем Hamakor («Источник»), канала журналистских расследований журнала. Он стал одним из организаторов шоу вместе с Шелахом, который был заменен на Микки Розенталя, когда Шелах решил заняться политикой. Розенталь сам позже присоединился к израильской политике и был заменен в качестве соведущего Друкера Рази Баркаем. Оба Шелах и Розенталь были избраны в Кнессет в 2013 году.

### Избранные журналистские достижения
Друкер отвечает за раскрытие нескольких громких скандалов в израильской политике, которые стали результатом его расследований.
За три недели до выборов в 2006 году, он разоблачил «Дневник Омри», расписание Омри Шарона, сына бывшего премьер-министра Израиля Ариэля Шарона и депутата Кнессета. Документы проливали свет на политические назначения, организованные Шароном-младшим.
15 июня 2007 г., через три дня после первичных выборах председателя Аводы, Друкер показал снятые скрытой камерой кадры, показывающие фальсификации бюллетеней, результаты, что привело к полицейскому расследованию.
Еще одно полицейское расследование было результатом его публикации утечка документов из Эхуда Ольмерта с должности как премьер-министр Израиля, отражающими различные обещания членам Ликуда.
В 2008 году Друкер опубликовал серию репортажей о путешествии Беньямина Нетаньяху как член Кнессета, с женой в Лондон. Согласно сообщениям, эти поездки были оплачены за счет частных доноров, и не были должным образом утверждены комитетом по этике Кнессета. ПМ соратники упрекали Друкера применения двойных стандартов, и супруги Нетаньягу возбудили дело по обвинению в клевете против Друкер, которого они впоследствии отказались. Скандал известный в израильской политике, как «Биби-Турс» («Биби» — это прозвище Нетаньяху). Позднее стало известно, что помощники Нетаниягу привязали правительственную готовность отсрочить взимание государственных долгов канала 10, которые угрожают его существованию, требованием уволить Друкера.
В 2014 году Друкер провел серию журналистских расследований о «Еврейском национальном фонде» некоммерческой организацией, владеющей 13 % общей площади земель в Израиле, документирование сомнительных соглашений с политиками и СМИ, и политически мотивированных отчислений крупных сумм в проекты с якобы мало связи организаций заявленным целям и задачам.

### Столкновение с премьер-министром Нетаньяху
В октябре и ноябре 2016 Друкер опубликовал ряд журналистских расследований, связанных с ПМ Израиля Биньямин Нетаньяху. Единственное, что обращает наибольшее внимание утверждал, что личный адвокат и двоюродный брат Нетаниягу, Давид Шимрон, был представителем немецкого изготовителя подводных лодок сделку в несколько миллионов долларов с Израилем, сославшись на возможный конфликт интересов. Другой отчет утверждает, что сын Нетаньяху, Яир, получил ценные подарки от австралийского миллиардера Джеймса Пэкера, и вызвал полицейское расследование. Нетаньяху ответил свирепыми атаками на Друкера в своей личной учетной записи Facebook, обвинив его в «болезненном и навязчивом преследовании премьер-министра» и его семьи, и обозвал 10-й канал как «радикальный левый». Происшествие и строки, которые она вызвала в социальных медиа привел многих в израильских СМИ выражать обеспокоенность по поводу безопасности Друкера.

## Общественная деятельность
В 2004 году Друкер основал движение за свободу информации в Израиле. Он служил в качестве его председателя до конца декабря 2016 года.

## Книги
Друкер является автором двух книг: Харакири о периоде правления Эхуда Барака, и Бумеранг, который он написал вместе с Офером Шелахом, о «неготовности израильского руководства во время Второй Интифады».

## Награды
- Премия ОМЕЦ 2008 (граждане за благое управление и социальную справедливость).
- 2011 Премия Соколова.
- 2012 Трансперенси Интернешнл премия.
- 2016 премия «Рыцарь чистоты власти», присуждаемой «Движением за чистоту власти» (присуждена «Движению за свободу информации» во главе с Р Друкером).

## Образование и личная жизнь
Друкер имеет юридическое образование Тель-Авивского университета и изучал политические науки в университете Бар-Илан. Он был баскетболистом и тренером в Малой лиге в Израиле. Его брат, Шарон Друкер, профессиональный тренер по баскетболу.
Он живет со своей супругой, телережиссером Анат Горен и их тремя детьми, в Тель-Авиве-Яффо.